# Transall

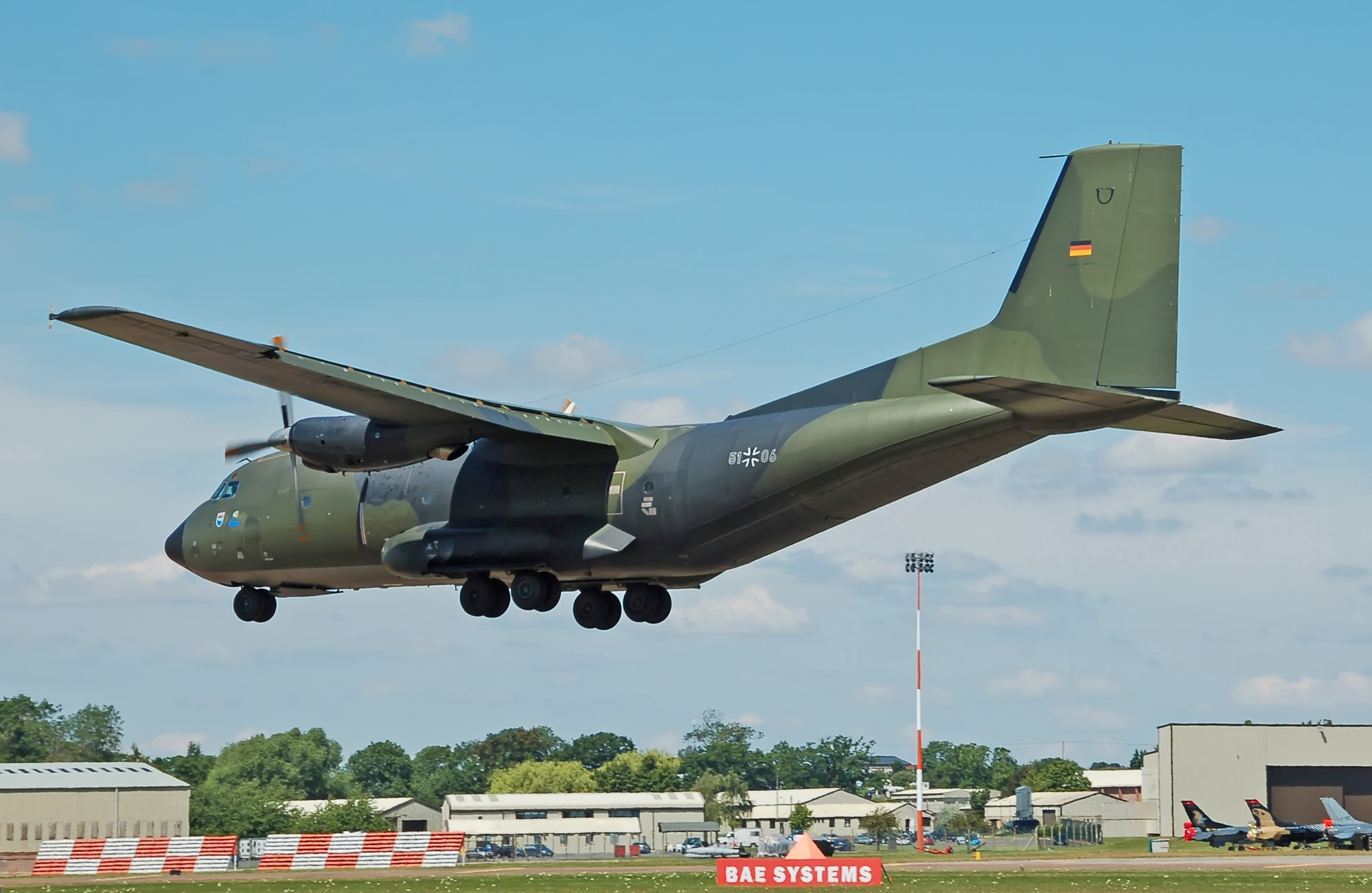
Transall C-160 da Força Aérea Alemã em RAF Fairford, Gloucestershire, Inglaterra, em 10 de Julho de 2014, para a Royal International Air Tattoo

A Transall (Transport Allianz) foi um consórcio de empresas formado para projetar e construir a aeronave de transporte militar Transall C-160. Era formado pelas empresas Nord Aviation (da França), Weser Flugzeugbau (WFB) e pela Hamburger Flugzeugbau (HFB), ambas da Alemanha. A produção subsequente foi realizada pela Aérospatiale, Vereinigte Flugtechnische Werke (VFW), e Messerschmitt-Bölkow-Blohm (MBB), respectivamente.

## Produto
- Transall C-160